# Meme (Kulturphänomen)
Ein Meme (das Meme, ausgesprochen [miːm], Mehrzahl Memes) ist ein Medieninhalt, der sich vorwiegend im Internet verbreitet. Dieser ist in der Regel humoristisch, manchmal auch satirisch und entsprechend gesellschaftskritisch. Bei Memes kann es sich um selbsterstellte Werke handeln, aber auch um montierte oder aus dem ursprünglichen Kontext gerissene Fotografien, Zeichnungen, Animationen oder Filme von anderen. Sie tauchen in Form bewegter und unbewegter Bilder, als Text, Video oder auch Audio auf, sind also nicht an einen Medientyp gebunden. Meist werden Memes über das Internet weitergereicht, wo sie eine virale Verbreitung erlangen. Memes sind ein bedeutender Teil der Netzkultur.
Der Begriff geht auf ein griechisches Wort zurück (siehe Etymologie). Über die Vermittlung des Englischen ist der vom Evolutionsbiologen Richard Dawkins geprägte Begriff Mem ins Deutsche gelangt. Dawkins bezeichnete damit Bewusstseinsinhalte, die bei Weitergabe eher zufälligen „Mutationen“ unterliegen, während Memes das Produkt bewusster Kreativität sind.

## Beschreibung
Memes sind eine Form der Bildkommunikation. Da sie die visuelle Komponente der Kommunikation besonders stark betonen und zumeist nur mit wenig Text arbeiten, können sie transkulturell und translingual wirken. Es ist relativ einfach, selbst ein Meme zu erstellen, weshalb Memes eine Form der Kommunikation sind, an der grundsätzlich relativ viele Menschen partizipieren können.
Memes bedienen sich verschiedenster Ausdrucksformen. Die Pointen reichen von einfachen und harmlosen Wortwitzen bis hin zu schwarzem Humor und Zynismus, der bewusst gegen gesellschaftliche Normen und Sitten, unter Umständen auch gegen die politische Korrektheit, verstößt. Behandelt werden Erlebnisse aus dem Alltagsleben, komische Überlegungen zum Zeitgeschehen, Kommentare zu Kulturgütern wie Filmen, Serien, Videospielen oder Songs, witzige Fotografien oder auch völlig frei erfundene Fantasie-Memes mit teilweise schon fast surrealem Charakter. Memes, die absurd und skurril sind oder sich eines besonders schwarzen Humors bedienen, werden auch als Dank Memes bezeichnet.

Teilweise werden Memes für virales Marketing eingesetzt. Andersherum kann es auch vorkommen, dass virale Werbungen zu Memes werden.

Beispiel eines Meme (Image Macro), das sich in diesem Fall der Wikipedia widmet. Ein Image Macro ist ein Bild mit einem kurzen, darübergelegten Text. Image Macros sind das am weitesten verbreitete Meme-Format.
(: „Wikipedia besuchen, um einen einzigen Fakt zu überprüfen – drei Stunden später feststellen, dass man alles über die Sowjetunion weiß.“).

### Format

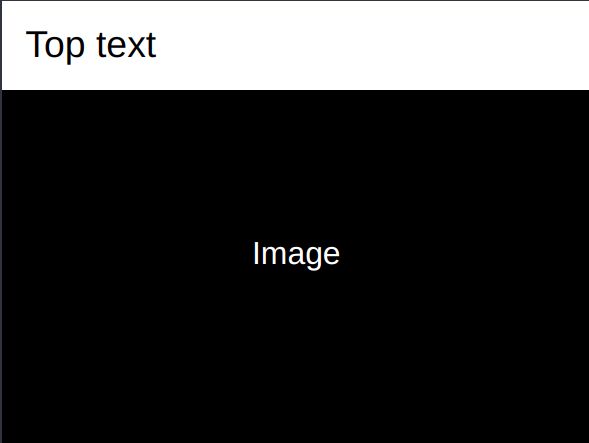
Das am weitesten verbreitete Meme-Format der letzten Jahre. Eine neuere Form des „Image Macro“

Das häufigste Format für Memes ist das sogenannte „Image Macro“. Hierbei handelt es sich um ein Bild mit einem darübergelegten Text. In der traditionellen, seit 2007 verbreiteten Form wird der Text in zwei Abschnitte aufgeteilt und oben und unten über das Bild gelegt, wobei der obere den „Einführungstext“ darstellt, der untere die Pointe. Für den Text wird eine serifenlose, fette, weiße Schrift mit schwarzer Zeichenumrandung gewählt.
Seit Ende der 2010er Jahre ist ein Format, in dem der einführende Text dem Bild als gewöhnlicher Schwarz-auf-Weiß-Text vorangestellt ist, das am weitesten verbreitete.

### Bedeutung
Bei fast allen Meme-Formaten dient das genutzte Bild indirekt zur Illustration oder zum Hervorheben eines Widerspruchs in Bezug auf die im Text und/oder Bild dargestellten Informationen. Zur Illustration werden häufig Bilder aus der sehr schnelllebigen (Internet-)Popkultur oder dem aktuellen Zeitgeschehen verwendet. In vielen Fällen beschränkt sich der Zusammenhang auf die humoristische Illustration einer Emotion in einem bestimmten Moment, allerdings können die Bilder der Memes auch ein Abstraktionsniveau erreichen, bei dem der Zusammenhang zwischen Bild und Text teilweise nicht mehr ohne Hintergrundwissen über die im Bild dargestellten Personen oder die referenzierten Ereignisse nachvollziehbar ist.
Als Beispiel kann hier eine Version des „Domino-Effect“-Memes zu den Auswirkungen der gewaltsamen Unruhen im Rahmen der George-Floyd- und Black-Lives-Matter-Bewegung genannt werden, bei dem das Bild den dramatischen Zusammenhang zwischen zwei Dingen illustrieren soll. Das entsprechende Meme (siehe Quelle) enthält allerdings keinerlei Informationen über dessen Kontext. Ist dieser Kontext für den Betrachter unbekannt, ist es nahezu unmöglich, die Verbindung zwischen Bild und Text nachzuvollziehen.

## Etymologie
Meme leitet sich von altgriechisch μίμημα mī́mēma („das Nachgemachte, Abbild“) ab. Das verwandte Verb μιμεῖσθαι mīmeísthai (mimēsthai) bedeutet „nachahmen, imitieren“.
Im 1976 erschienenen populärwissenschaftlichen Buch Das egoistische Gen wurde der englische Begriff meme von Richard Dawkins geprägt, um das Verbreiten kultureller Informationen zu beschreiben. Zunächst hatte meme nur die Bedeutung Mem, wurde aber im Zuge der digitalen Revolution dafür verwendet, eine bestimmte Art von Internetphänomen zu beschreiben. Dawkins äußerte sich 2013 zu dieser Verwendung seiner Wortschöpfung und meinte, diese Internetphänomene seien nicht weit entfernt vom ursprünglichen Begriff.
Der Linguist Robert Sedlaczek vermerkte 2019, das Wort Meme stehe zwar in keinem Wörterbuch, werde aber für Bilder oder Videos verwendet, die mit einem prägnanten Text versehen werden, um sie über soziale Netzwerke rasch zu verbreiten. Oft beziehen sie sich auf aktuelle, insbesondere politische Ereignisse oder auf beliebte Serien bzw. Filme.

## Memes außerhalb des Internets
Memes können aufgrund ihrer Popularität auch in der physischen Welt angetroffen werden. Manche Werbeagenturen bedienen sich der Bild-, Ton- und Textsprache der Memes, um den Zielgruppen auf eine ungewöhnliche Weise zu begegnen; so werden etwa Plakate im Stil eines Image Macros gestaltet. Außerhalb des Internets sind Memes vor allem in der Jugendkultur verbreitet.
Der Berlin Story Bunker zeigt in einer Kooperation mit dem Deutschen Theater Berlin im Rahmen des „Internationalen Festivals Radar Ost 2023“ mit „Länderschwerpunkt Ukraine“ in seinem Meme-Museum seit 8. März 2023 die (digitale) Ausstellung Die Macht der Memes.

## Moderne Memes
Moderne Memes können im Allgemeinen als eher visuell (als kontextuell) humorvoll und absurd beschrieben werden als frühere Formen. Infolgedessen sind sie weniger intuitiv und werden von einem breiteren Publikum weniger wahrscheinlich vollständig verstanden. Mitte der 2010er Jahre entstanden sie zunächst in Form von Dank Memes, einem Subgenre von Memes, bei denen Meme-Formate normalerweise anders als die zuvor häufig verwendeten Bildmakros verwendet wurden. Der Begriff dank (englisch für ‚feuchtkalt‘, ‚nasskalt‘) wurde später von Marihuana-Rauchern angepasst, um sich auf hochwertiges Marihuana zu beziehen, und wurde dann zu einem ironischen Begriff für eine Art Meme, der auch zum Synonym für cool wurde. Dieser Begriff stand ursprünglich für ein Meme, das sich erheblich von der Norm unterschied, wird aber heute hauptsächlich verwendet, um diese modernen Memetypen von anderen älteren Typen zu unterscheiden. Dank Memes können sich auch auf solche beziehen, die außergewöhnlich einzigartig oder absurd sind.
Dank Memes von der absurden Art werden auch als Surreale Memes (englisch surreal memes) bezeichnet. Viele dieser Memes nehmen als Reaktion auf die ständige Informationszufuhr durch das Internet und die damit verbundene Zusammenhanglosigkeit der wahrgenommenen Inhalte wenig bis keinen Bezug auf reale Sachverhalte mehr und setzen sich dann meist aus scheinbar völlig beliebigen Inhalten wie auffallend kuriosen Bildern, Wörtern oder – bei Memes in Videoform – Geräuschen zusammen. Sie werden dann vom Betrachter als sinnlos wahrgenommen bzw. nur assoziativ verstanden, was auch beabsichtigt ist. So wird die Beliebigkeit der im Internet angetroffenen Inhalte übersteigert darstellt. Surreale Memes sind somit durch ihre pointierte Beliebigkeit in einer ebenfalls durch Beliebigkeit geprägten Umgebung eine Form der Satire.

## Juristische Aspekte

### Urheberrechtliche Beurteilung
Immer wieder wird Kritik laut, mit dem Erstellen und Verbreiten von Memes werde gegen das Urheberrecht verstoßen. Memes, die auf urheberrechtlich geschützten Inhalten basieren, stellen in den meisten Fällen eine illegitime Weiterverwendung des entsprechenden Originalwerkes dar. Grundsätzlich gilt, dass bei Veröffentlichung eines Memes, egal ob es durch einen Schriftzug verändert worden ist oder nicht, das Urheberrecht greift und die Zustimmung des Inhabers eingeholt werden muss. In der Praxis ist dies jedoch selten der Fall.
Bei Memes, auf denen Privatpersonen zu sehen sind, greift zusätzlich noch das Recht am eigenen Bild, wodurch eine Veröffentlichung schwerwiegender ist. Die meisten Memes zeigen jedoch Personen des öffentlichen Lebens oder Comic-Figuren, bei denen die Urheberrechte direkt bei den Produzenten liegen.
Einige Kritiker fordern, dass auf für die Verbreitung von Memes geeigneten Plattformen Upload-Filter zum Einsatz kommen, um Medieninhalte bereits vor der Veröffentlichung auf möglicherweise vorhandene Urheberrechtsverletzungen zu überprüfen. Andere sehen in solchen Maßnahmen einen ungerechtfertigten Eingriff in die Ausdrucksfreiheit und kritisieren diese deshalb unter dem Hashtag #SaveTheMeme in den sozialen Medien.
Seit 2021 ist nach deutschem Recht die Veröffentlichung eines urheberrechtlich geschützten Werkes „zum Zweck der Karikatur, der Parodie und des Pastiches“ zulässig (§ 51a UrhG). Nach der Gesetzesbegründung sind unter Pastiche unter anderem „zitierende, imitierende und anlehnende Kulturtechniken“ gemeint. „Hierbei ist insbesondere an Praktiken wie Remix, Meme, GIF, Mashup, Fan Art, Fan Fiction oder Sampling zu denken.“

### Strafrechtliche Relevanz in Deutschland
Grundsätzlich können Memes von den Grundrechten der Meinungs- (Art. 5 Abs. 1 Fall 1 GG) und der Kunstfreiheit (Art. 5 Abs. 3 GG) geschützt sein. Dies ist auch der Fall, wenn Themen karikiert werden, die gesellschaftlich tabuisiert sind. Im Rahmen einer Abwägung dürfen andere Rechtspositionen dann nicht überwiegen (insbesondere kollidierende Grundrechte Dritter).
Es kann sich jedoch um den Straftatbestand der Volksverhetzung handeln, wenn verfassungsfeindliche Äußerungen oder Symbole verbreitet werden. Exemplarisch hierfür kann der Fall an der Liebfrauenschule Köln sein, an der Schüler in einem Chatforum der Klasse ein schmähendes Meme über die vom NS-Regime verfolgte Jüdin Anne Frank verschickten.
Auch ein humoristisch intendiertes Meme kann den für eine Durchsuchung erforderlichen Anfangsverdacht für die Verbreitung kinderpornographischer Inhalte gem. § 184 Abs. 1 Satz 1 Nr. 1 StGB begründen, wenn darin der Eindruck kleinkindlichen Geschlechtsverkehrs erweckt wird.

## Memes als Form der politischen Kommunikation

### Politische Memes
Während viele Memes bloß der einfachen und schnellen Unterhaltung dienen, gibt es auch politische Memes, die einen direkten Bezug auf das aktuelle Zeitgeschehen aufweisen und dabei eine klare Haltung einnehmen. So werden zum Beispiel Personen aus Politik, Verwaltung, Militär, Wirtschaft oder Kultur in Memes verspottet, kritisiert oder angeprangert. 
Zunehmend lassen sich auch auf Demonstrationen ausgedruckte oder nachgemalte Memes erblicken. Dadurch, dass der Zugang zu und das Erstellen von Memes für viele Menschen sehr einfach und nicht reglementiert ist, werden Memes auch von marginalisierten Gruppen genutzt, um ihren Stimmen mehr Reichweite im öffentlichen Diskurs zu verleihen. Außerdem können politische Memes den Diskurs selbst prägen. Die Linguistin Rachel Nora Flamenbaum kommt in einer Fallstudie zu dem Schluss, dass das Wort Tweaa in Ghana einen Bedeutungswandel erfahren hat. Zunächst war es eine beiläufige Bemerkung der Missbilligung. Nachdem allerdings 2014 ein Video in Ghana viral ging, auf dem eine junge Person einem älteren Politiker laut „Tweaa“ entgegenbrüllt, änderte sich das: Das Video wurde zum Meme und in vielfacher Form weiterverbreitet. Im Zuge dessen wurde der Begriff Tweaa von der jungen Online-Community Ghanas zunehmend umgedeutet und ist nun eher als ein Verb zu verstehen, das mit „gegen unfähige Autoritäten protestieren“ übersetzt werden kann.

### Memes im Rechtsextremismus
Memes und Ironie werden gerne von Rechtsextremen genutzt, um Botschaften, die normalerweise im öffentlichen Diskurs keinen Platz hätten, trotzdem öffentlichkeitswirksam zu platzieren. Der eigentlich humoristische Charakter von Memes wird dazu genutzt, Hassbotschaften gewissermaßen zu „tarnen“: Wenn z. B. rassistische, antisemitische oder antifeministische Memes durch Rechtsextreme verbreitet werden und auf Kritik stoßen, können diese immer behaupten, dass die dort getätigten Aussagen „nicht so gemeint“ gewesen seien. Diese Ironisierung der eigenen Ideologie dient laut Maik Fielitz und Holger Marcks Rechtsextremen auch dazu, Widersprüche in den eigenen Weltbildern zu kaschieren.
Digitale Imageboards wie 4chan oder 8kun gelten als zentraler Verbreitungsort rechtsextremer Memes. Einige finden von dort sogar Eingang in den digitalen Mainstream. Es ist belegt, dass Rechtsextreme diese Websites nutzen, um neue Mitglieder für ihre Community zu gewinnen und diese weiter zu indoktrinieren. So bezog sich der Attentäter, der 2019 einen Terroranschlag auf zwei Moscheen in Christchurch verübte, im Livestream des von ihm angerichteten Massakers mehrmals auf Memes, die auf den Imageboards kursierten und forderte seine Zuschauer zudem dazu auf, Memes mit Bezug auf seine Tat zu erstellen.
Es kommt allerdings auch vor, dass harmlose Memes, die bereits weitläufig im Internet rezipiert werden, von Rechtsextremen instrumentalisiert werden. Ein prominentes Beispiel hierfür ist Pepe der Frosch.

### Deutsch
- Eva-Maria Bauer: Die Aneignung von Bildern – eine urheberrechtliche Betrachtung von der Appropriation Art bis hin zu Memes. Nomos, Baden-Baden 2020. ISBN 978-3-8487-6861-5 (frei zugänglich über Nomos ELibrary).
- Lars Bülow, Michael Johann: Politische Internet-Memes – theoretische Herausforderungen und empirische Befunde. Frank & Timme, Berlin 2019, ISBN 978-3-7329-9464-9.
- Pia Froese, Daniel Meis (Hrsg.): Geschichtsmemes zum Ersten Weltkrieg. Die jüngste historische Quellengattung. (=culture – history – discoure, Band 8). Logos, Berlin 2023, ISBN 978-3-8325-5702-7.
- Dirk von Gehlen: Meme. (=Digitale Bildkulturen) Wagenbach, Berlin 2020, ISBN 978-3-8031-3698-5.
- Thomas Knieper: Politische Memes als Instrument der demokratischen Partizipation. In: Benedikt Buchner, Thomas Petri (Hrsg.): Informationelle Menschenrechte und digitale Gesellschaft. Mohr Siebeck, Tübingen 2023, ISBN 978-3-16-161638-9, 121–144.
- Memes. Über die Macht von Schrift und Bild.  Kunstforum International. Band 279, 2022.
- Nils Dagsson Moskopp, Christian Heller: Internet-Meme. kurz & geek. O’Reilly Verlag, Sebastopol 2013, ISBN 978-3-86899-805-4 (frei zugänglich als PDF).
- Joanna Nowotny, Julian Reidy: Memes – Formen und Folgen eines Internetphänomens. In: Digitale Gesellschaft, Nr. 47. transcript, Bielefeld 2022, ISBN 978-3-8376-6124-8. doi:10.14361/9783839461242 (Open Access unter CC-BY 4.0).
- Limor Shifman: Meme. Kunst, Kultur und Politik im digitalen Zeitalter. Suhrkamp Verlag, Berlin 2014, ISBN 978-3-518-73807-8.

### Englisch
- Anastasia Denisova: Internet Memes and Society. Social, Cultural, and Political Contexts. Routledge, London/New York 2019, ISBN 978-0-429-89065-9.
- Limor Shifman: Memes in Digital Culture. MIT Press, Cambridge 2014, ISBN 978-0-262-52543-5.
- Susan Blackmore: The Meme Machine. Oxford University Press, Oxford 2000, ISBN 978-0-19-286212-9.